# Eurycallinus mirabilis
Eurycallinus mirabilis är en skalbaggsart som beskrevs av Bates 1885. Eurycallinus mirabilis ingår i släktet Eurycallinus och familjen långhorningar. Inga underarter finns listade i Catalogue of Life.